# Ботвин Олександр Платонович
Олександр Платонович Ботвин (30 серпня 1918, Чорногорівка — 14 травня 1998, Конча-Заспа) — радянський державний і партійний діяч. Кандидат у члени ЦК КПУ в 1961—1965 роках. Член ЦК КПУ в 1965—1980 та у 1986—1990 роках. Член Політбюро ЦК КП України з лютого 1976 по квітень 1980 року. Член Центральної Ревізійної Комісії КПРС у 1966—1971 роках. Кандидат у члени ЦК КПРС в 1971—1976 роках. Член ЦК КПРС у 1976—1986 роках. Депутат Верховної Ради Української РСР 6-го та 11-го скликань. Депутат Верховної Ради СРСР 7—10-го скликань.

## Біографія
Народився 30 серпня 1918 року в селянській родині в селі Чорногорівці (нині в межах міста Сіверська Бахмутського району Донецької області). Українець.
У 1941 році закінчив Харківський авіаційний інститут за фахом інженер-механік літакобудування, після чого працював інженером-плановиком, майстром цеху заводів авіаційної промисловості, а в 1943—1945 роках — заступником начальника, начальником цеху, головним металургом, старшим технологом Хабаровського авіаційного заводу. Член ВКП(б) з 1943 року.
у 1945—1948 роках — партійний організатор ЦК ВКП(б) авіаційного заводу в місті Хабаровську, РРФСР.
У 1948—1951 роках — старший технолог, заступник начальника, начальник цеху Харківського авіаційного заводу. У 1951—1955 роках — партійний організатор ЦК ВКП(б)—КПРС, секретар бюро КПРС Харківського авіаційного заводу.
У 1955—1958 роках — 1-й секретар Дзержинського районного комітету КПУ міста Харкова.
У 1958—1961 роках — інспектор Центрального комітету Комуністичної партії України.
15 вересня 1961 — 21 вересня 1962 роках — 2-й секретар Київського обласного комітету Комуністичної партії України.
У серпні 1962 — січні 1963 року — 1-й секретар Київського міського комітету Комуністичної партії України.
У січні 1963 — 7 грудня 1964 року — 2-й секретар Київського промислового обласного комітету Комуністичної партії України.
7 грудня 1964 — 22 березня 1965 року — 2-й секретар Київського обласного комітету Комуністичної партії України.
28 грудня 1964 — січень 1980 року — 1-й секретар Київського міського комітету Комуністичної партії України.
6 лютого 1980 — 26 квітня 1984 року — Надзвичайний і Повноважний Посол СРСР в Чехословаччині.
У 1984—1988 роках — голова Комісії партійного контролю при Центральному комітеті Комуністичної партії України.
З вересня 1988 року — на пенсії в місті Києві.
У 1994—1996 роках — Радник Президента України.

Могила Олександра Ботвина

Помер 14 травня 1998 року на державній дачі в Конча-Заспі під Києвом. Похований разом з дружиною на Байковому кладовищі (ділянка № 6, 50°25′5.90″ пн. ш. 30°30′38.20″ сх. д. / 50.4183056° пн. ш. 30.5106111° сх. д.).

## Нагороди
Нагороджений орденами:
- радянськими: двома орденами Леніна, орденом Жовтневої Революції (29.08.1978), орденом Трудового Червоного Прапора, орденом «Знак Пошани», орденом Червоної Зірки, Почесною грамотою Президії Верховної Ради Української РСР (29.08.1968);
- іноземними: орденом Білого лева, орденом Клемента Готвальда.

## Пам'ять
У 2008 році на честь 90-річчя від дня народження Ботвина, в Києві, на фасаді будинку № 4 по Виноградному провулку (Липки), де жив Олександр Платонович встановлена меморіальна дошка на його честь.